# San Vicente de Arrés
San Vicente de Arrés es una localidad de la provincia de Huesca. Se ubicaba sobre una cresta rocosa del monte Cerbero. Haciendo alusión al perro, de tres cabezas Cerbero de la mitología griega que era quien cuidaba de la entrada al infierno.
La iglesia aun hoy posee varias viviendas en la localidad aunque en Arrés ya no queda nada de valor ni interés religioso o histórico a excepción del torreón restaurado hace unos pocos años .
Con el tiempo, esta noble villa fue perdiendo todo valor sociocultural e histórico y solo se recuerda el  ejercido siglos atrás con su castillo de altiva atalaya del cual no queda ni una sola piedra y desde el que se dominaba visualmente el Bailés y la Canal de Berdún. 
Situado a unos 500 m al sur del camino jacobeo, entre Samitier y Martés.

## Historia
Aparece citado hacia el año 850, cuando una familia del lugar donó la tercera parte del término de Arrés al monasterio de Cercito. Sus monjes o sus herederos (San Juan de la Peña, 1071) debieron de fundar en esta parte la aldea de San Vicente de Arrés, sito a 800 m al oeste de Arrés, y documentado entre los siglos XII-XVIII.
Arrés y San Vicente de Arrés fueron villas reales, con su castillo, su territorio y su conjunto de aldeas y perteneció a la dote de la reina Ermesinda, que fue señora de Arrés (desde 1036). Después pasó al señorío laico y por sucesivas manos hasta terminar casi por completo a manos del Obispado de Jaca.
Poca Información y referencias quedan a día de hoy exceptuando los escritos y cartografías del monasterio de San Juan de la Peña.
- Datos: Q109496957